# Tetsurō Watsuji

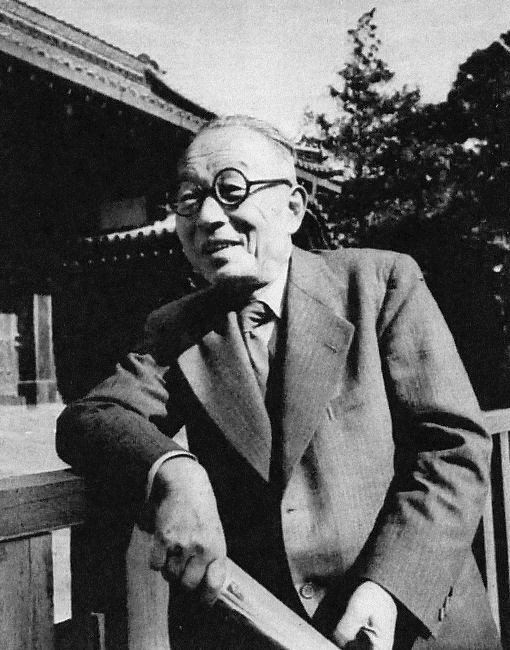
Watsuji Tetsurō (1955)

Tetsurō Watsuji (japanisch 和辻 哲郎); (* 1. März 1889 in Himeji; † 26. Dezember 1960) war ein japanischer Philosoph, der auch zu kultur- und geistesgeschichtlichen Themen arbeitete.

## Frühe Jahre
Watsuji wurde als Sohn eines Arztes in Himeji geboren. In seiner Jugend interessierte er sich für Dichtkunst und westliche Literatur. Zeitweise war er Mitherausgeber eines Literaturmagazins und schrieb eigene Gedichte und Dramen. Für Philosophie begann er sich in der Oberschule zu interessieren, wenn auch sein Interesse für Literatur den Rest seines Lebens anhielt.
Mit seinen frühen Schriften (zwischen 1913 und 1915) machte er das Werk Søren Kierkegaards in Japan bekannt. In diese Zeit fällt auch seine Beschäftigung mit Friedrich Nietzsche. Ab 1918 sieht Watsuji die westliche Philosophie überwiegend in negativem Licht, vor allem wegen des ihr attestierten Individualismus und er kritisiert ihren Einfluss auf das japanische Denken. Dies lenkte sein Interesse auf die Wurzeln der japanischen Kultur und der japanischen buddhistischen Kunst, wobei vor allem sein Werk zum Zen-Buddhisten Dōgen zu erwähnen ist. Beeinflusst wurde er in jenen Jahren auch von Sōseki Natsume, dem berühmten japanischen Schriftsteller und Zeitgenossen Watsujis.

## Akademische Laufbahn
In den frühen 1920er-Jahren lehrte Watsuji an der Universität Tokio, an der Hōsei-Universität, an der Keiō-Universität sowie an der Tsuda Eigaku-juku. Damals begann er sich auch mit der Hermeneutik zu beschäftigen.
1925 wurde Watsuji Professor für Ethik an der Universität Kyōto, wodurch er mit den anderen führenden japanischen Philosophen jener Jahre, Kitarō Nishida und Hajime Tanabe, zusammenkam. Den Lehrstuhl für Ethik hatte er von 1934 bis 1949 inne.
Die während des Zweiten Weltkrieges verfassten Schriften zur Ethik zeichnen sich durch die Tendenz aus, den japanischen Ansätzen zum Verständnis des Menschen grundsätzliche Überlegenheit zuzusprechen, was die nationalistischen und militaristischen Strömungen der Zeit unterstützte. Später bedauerte Watsuji seine Äußerungen.
1955 wurde Watsuji mit dem Kulturorden ausgezeichnet.
Watsuji starb 1961 mit 71 Jahren. Er wurde auf dem Friedhof des Tempels Tōkei-ji begraben. Zu seinen Ehren wird seit 1988 alljährlich der Watsuji-Tetsurō-Kulturpreis vergeben.

## Werk
Watsujis drei Hauptwerke sind die zweibändige Geschichte der japanischen Ethik (1954), die dreibändige Ethik (Rinrigaku von 1937, 1942 und 1949) und Fudo (1935).
Bei der Ausarbeitung seiner Ethik zeigt sich Watsuji durch den deutschen Philosophen Martin Heidegger und dessen Werk Sein und Zeit stark beeinflusst. Während Heidegger jedoch in Sein und Zeit einen Existenzialismus entwickelt, der sich stark an der eigenen Lebensgestaltung des Individuums orientiert, versucht Watsuji das Individuum stärker in die Gemeinschaft eingebunden zu denken, indem er auf japanische Vorstellungen zum Verhältnis von Individuum und Gemeinschaft zurückgreift. Dabei scheinen sich jedoch wiederum Einseitigkeiten zu ergeben, so dass etwa das Phänomen der Geschichte bei einem völlig in der Gemeinschaft aufgehenden Individuum nicht erklärt werden kann.
In Fudo entwickelt Watsuji den Zusammenhang zwischen Klima und Umweltfaktoren einerseits sowie menschlichen Kulturen andererseits. Dabei unterscheidet er drei Klassen von Kulturen: Monsun-, Wüsten- und Wiesenklima.

## Schriften
- 1961–1963: Watsuji Tetsurō Zenshū (Tetsuro-Watsuji-Gesamtausgabe) 20 Bände, Iwanami Shoten, Tokio.

### Übersetzungen ins Deutsche
- 1992: Fūdo – Wind und Erde. Der Zusammenhang zwischen Klima und Kultur. Übersetzt von Dora Fischer-Barnicol und Okochi Ryogi. Wiss. Buchges., Darmstadt, ISBN 3-534-11618-6.
- 2005: Ethik als Wissenschaft vom Menschen. Übersetzt von Hans Martin Krämer. Wiss. Buchges., Darmstadt, ISBN 3-534-17958-7.
- 2012: Herders Geschichtsphilosophie (aus Vorläufer der neuzeitlichen Geschichtsphilosophie. Vico und Herder, 1950). Übersetzt und kommentiert von Imanishi Kenji. In: Rainer Godel/Karl Menges (Hrsg.): Herder Jahrbuch/Herder Yearbook. Band 11, S. 203–229. Synchron, Heidelberg, ISBN 978-3-939381-51-8.

### Übersetzungen in andere westliche Sprachen
- 1961: Fūdo (風土). Climate and Culture: A Philosophical Study. Übersetzt von Geoffrey Bownas. Greenwood Press, Westport, CT.
- 1969: Nihon Rinri Shisōshi. (日本倫理思想史). Japanese Ethical Thought in the Noh Plays of the Muromachi Period. Übersetzung des 4. Kapitels von David A. Dilworth. In: Monumenta Nipponica 24:4, S. 467–498. Vorschau
- 1971: Nihon Rinri Shisōshi (日本倫理思想史). The Significance of Ethics As the Study of Man. Übersetzung der Einleitung von David A. Dilworth. In: Monumenta Nipponica 26:3/4, S. 395–413. Vorschau
- 1973: El hombre y su ambiente. Übersetzt von Anselmo Mataix. Castellote, Madrid 1973, ISBN 84-7259-023-X.
- 1996: Nihon Rinri Shisōshi (日本倫理思想史). Watsuji Tetsurō's Rinrigaku: Ethics in Japan. Übersetzung des ersten Bandes, durch Seisaku Yamamoto und Robert Carter. State University of New York Press, Albany, NY.
- 1997: Mehrere Essays in La otra filosofía japonesa: antología. Vol. 2. Übersetzt von Agustín Jacinto Zavala. Zamora, Mich.: El Colegio de Michoacan / Mexico, D.F. : Consejo Nacional para la Cultura y las Artes, ISBN 968-6959-55-6.
- 1998: Verschiedene Essays im Sourcebook for Modern Japanese Philosophy. durch David Dilworth und Valdo Viglielmo mit Agustín Jacinto Zavala. Greenwood Press 1998, ISBN 0-313-27433-9.
- 2005: Pellegrinaggio alle antiche chiese d'Italia. Übersetzt von Oliviero Frattolillo. L'Epos, Palermo, ISBN 88-8302-276-9.
- 2006: Antropología del paisaje: climas, culturas y religiones. Übersetzt von Juan Masiá Clavel. Sígueme, Salamanca, ISBN 84-301-1621-4
- 2009: Men to perusona. (面とペルソナ). Mask and Persona. Übersetzt von Carl M. Johnson
- 2009: Gūzō Sūhai no Shinri. (偶像崇拝の心理). The Psychology of Idol Worship. Übersetzt von Carl M. Johnson Online Textausgabe

### Sekundärliteratur
- Ferran Berenguer: De Heideggeri philosophia deque eius receptione Iaponica (Theseos expositio); Editoria Friburgiana, Freiburg 2023 (Dissertation über Watsujis Kritik an Heideggers Temporalität in Sein und Zeit).
- Bianca Boteva-Richter: Der Methodentransfer nach Watsuji Tetsurō. Ein abendländisch-asiatischer Vorschlag für das Arbeiten im interkulturellen Bereich. Bautz, Nordhausen 2009, ISBN 978-3-88309-527-1.
- Hans Peter Liederbach: Martin Heidegger im Denken Watsuji Tetsurōs. Ein japanischer Beitrag zur Philosophie der Lebenswelt. Iudicium, München 2001, ISBN 3-89129-363-1
- John C. Maraldo: Watsuji. In: A Companion to the Philosophers. Hrsg. Robert L. Arrington. Blackwell, Oxford 2001, ISBN 0-631-22967-1.
- Michael F. Marra: Japanese hermeneutics: Current Debates on Aesthetics and Interpretation. University of Hawai'i, Honolulu 2002, ISBN 0-8248-2457-1, OCLC 237578040
- Graham Mayeda: Time, space and ethics in the philosophy of Watsuji Tetsurō, Kuki Shūzō and Martin Heidegger. Routledge, New York 2006, ISBN 0-415-97673-1.
- Hans Rainer Sepp, Ichirō Yamaguchi: Leben als Phänomen: die Freiburger Phänomenologie im Ost-West-Dialog. Königshausen & Neumann, Würzburg 2006, ISBN 3-8260-3213-6.
- S. Noma (Hrsg.): Watsuji Tetsurō. In: Japan. An Illustrated Encyclopedia. Kodansha, 1993, ISBN 4-06-205938-X, S. 1692.